# 타잔 2
《타잔 2》(Tarzan II, Tarzan II: The Legend Begins)는 미국에서 제작된 브라이언 스미스 감독의 2005년 가족, 모험, 코미디, 애니메이션 영화이다. 1999년 월트디즈니 장편 영화 타잔의 프리퀄이다. 디즈니툰 스튜디오 오스트레일리아가 제작했으며 애니메이션 제작은 툰 시티 애니메이션이 맡았다. 2005년 6월 14일 DVD와 VHS로 출시되었다.
이 영화는 타잔이 누구인지를 밝혀내기 위한 어린 타잔의 모험 이야기를 다룬다.

## 출연

### 주연
- 해리슨 채드 ... 타잔 목소리 역

### 조연
- 조지 칼린 ... 주거 목소리 역
- 브래드 거렛 ... 우토 목소리 역
- 론 펄먼 ... 카고 목소리 역
- 에스텔 해리스 ... 마마 건다 목소리 역
- 글렌 클로즈 ... 칼라 목소리 역
- 랜스 헨릭슨 ... 커책 목소리 역
- 브렌다 그레이트
- 해리슨 판

## 제작진
- 공동제작: 레슬리 휴프
- 공동제작: 짐 카메루드
- 미술: 조아킴 로요 모라레스
- 미술: 빌 퍼킨스

## 음악
| #  | 제목                               | 연주자        | 재생 시간 |
| -- | ---------------------------------- | ------------- | --------- |
| 1. | 〈Son of Man〉                     | Phil Collins  |           |
| 2. | 〈Leaving Home (Find My Way)〉     | Phil Collins  |           |
| 3. | 〈Who Am I?〉                      | Phil Collins  |           |
| 4. | 〈Who Am I? (Reprise)〉            | Phil Collins  |           |
| 5. | 〈Who Am I? (End Credit Version)〉 | Tiffany Evans |           |